# شیرین‌لب جلف
شیرین‌لب جلف (نام علمی: Plectorhinchus chaetodonoides) نام یک گونه از تیره سنگسرماهیان است.